# Chino Moreno
Camillo Wong (Chino) Moreno (Sacramento, 20 juni 1973) is een Amerikaans muzikant, vooral bekend als frontman van de rockband Deftones. Daarnaast maakt hij deel uit van de nevenprojecten Team Sleep, Crosses en Palms. Moreno staat zowel bekend om zijn geraffineerde, opgehaalde screams als zijn zachte, 'hypnotiserende' tenorenstem.

## Biografie
Moreno werd geboren in Sacramento, Californië als derde van vijf kinderen. Zijn vader is van Mexicaanse afkomst en zijn moeder heeft Mexicaanse, Ierse en Chinese roots. Als baby kreeg Moreno van zijn moeder de roepnaam 'Chino', wat 'Chinees' betekent in het Spaans.
Als tiener begon Moreno met skateboarden. Via de skateboard-scene in Sacramento leerde hij Stephen Carpenter en Abe Cunningham kennen, waarmee hij ook op dezelfde highschool zat. In 1988 richtte Moreno met Carpenter en Cunningham de band Deftones op. Met Deftones bracht hij tot op heden zeven studioalbums uit en won hij in 2001 een Grammy Award voor het nummer "Elite" van het album White Pony.
Moreno liet zich beïnvloeden door punk- en new wave-muziek en artiesten(groepen) als Depeche Mode, Faith No More, Bad Brains, The Smiths (Morrissey), Weezer, The Cure, PJ Harvey, Culture Club, Duran Duran, Danzig en Metallica.
Terwijl hij met Deftones werkte aan White Pony richtte hij in 2000 het nevenproject Team Sleep op, waarmee hij tot op heden één studioalbum uitbracht. Ook maakt hij deel uit van de nevenprojecten Crosses en Palms.
Moreno is getrouwd met Risa Mora. Daarvoor is hij getrouwd geweest met Ariel Mallory. Hij heeft twee zonen (Kristian en Jakobi) uit zijn eerste huwelijk met Celeste Schroeder.

## Discografie

### Deftones
Studioalbums:
- 1995 • Adrenaline
- 1997 • Around the Fur
- 2000 • White Pony
- 2003 • Deftones
- 2006 • Saturday Night Wrist
- 2010 • Diamond Eyes
- 2012 • Koi No Yokan
- 2016 • Gore

Voor compleet overzicht zie discografie Deftones.

### Team Sleep
Studioalbum:
- 2005 • Team Sleep

### Crosses
Ep's:
- 2011 • EP 1
- 2012 • EP 2

Albums:
- 2014 • Crosses

### Palms
Studioalbum:
- 2012 • Palms

### Gastoptredens
- "Wicked" op Life Is Peachy van Korn (1996)
- "Will to Die" op In This Defiance van Strife (1997)
- "First Commandment" op Soulfly van Soulfly (1998)
- "Bender" op Home van Sevendust (1999)
- "(Rock) Superstar" op Skull and Bones van Cypress Hill (2000)
- "Pain" op Primitive van Soulfly (2000)
- "Things!" op Hesher van Hesher (2001)
- "Ashamed" op Never a Dull Moment van Tommy Lee (2002)
- "Feed the World (Do They Know It's Christmas)" feat. Far op A Santa Cause: It's a Punk Rock Christmas (2003)
- "The Hours" op White People van Handsome Boy Modelling School (2004)
- "Red Sky" van Thrice (2005)
- "Paralytic" en "Crashing Down" op Vices van Dead Poetic (2006)
- "Zombie Eaters" op The Undercover Sessions van Ill Niño (2006)
- "Rock for Light" op Family Compilation Vol. 3 van Bad Brains (2006)
- "A Day in the Life of a Poolshark (remix)" op A Day in the Life of a Poolshark van Idiot Pilot (2006)
- "Fistful of Nothing" op Runs Astray van Atomic Six (2007)
- "Vengeance is Mine" op Droid van Droid (2007)
- "Wall" op HAKAI van Wagdug Futuristic Unity (2008)
- "Caviar" op Dance Gavin Dance van Dance Gavin Dance (2008)
- "Surrender Your Sons..." op The Anti Mother van Norma Jean (2008)
- "Reprogrammed To Hate" op A New Era of Corruption van Whitechapel (2010)
- "Only One" op A Public Disservice Announcement van Methods Of Mayhem (2010)
- "If I Could" op All 6's And 7's van Tech N9ne (2011)
- "Right Outside" op Beautiful Things van Anthony Green (2012)
- "RAZORS.OUT" op The Raid: Redemption van Mike Shinoda en Joseph Trapanese (2012)
- "Hexes" feat. Bassnectar op Resident Evil: Retribution van tomandandy (2012)

Moreno werkte ook samen met de band Will Haven. Hij is te zien in de videoclip van "Carpe Diem" (2001) en produceerde hun album The Hierophant (2007).